# Wiesław Jaszczyński
Wiesław Franciszek Jaszczyński (ur. 4 czerwca 1930 w Warszawie, zm. 27 lipca 2017 w Szczecinie) – polski lekarz, pilot zawodowy, działacz społeczny i polityk.

## Życiorys
Syn Feliksa i Stefanii, miał dwóch młodszych braci. Od 1937 r. uczęszczał do szkoły powszechnej nr 114 w Warszawie, edukację rozpoczął od drugiej klasy. W czasie II wojny światowej początkowo kontynuował legalną naukę w szkole powszechnej, a po jej ukończeniu został przez kierownika placówki skierowany na tajne nauczanie. Należał do Szarych Szeregów. Latem 1944 r. wyjechał do rodziny we wsi Zakole pod Mińskiem Mazowieckim i w związku z umieszczeniem ojca w obozie Stutthof zajął się utrzymaniem rodziny, prowadząc młyn wodny.
Po zakończeniu wojny i powrocie ojca z obozu kontynuował naukę w Gimnazjum im. Władysława IV. Od dzieciństwa interesował się lotnictwem i zbierał literaturę z tej tematyki. W 1947 r. zaczął teoretyczne kursy spadochronowy i szybowcowy. W 1948 r. jako członek Służby Polsce wyjechał na podstawowy kurs szybowcowy do Lisich Kątów. W gimnazjum oraz liceum należał do Związku Młodzieży Polskiej. W 1949 r. zdał maturę i pojechał na szkolenie szybowcowe do Jeżowa. Ze względu na przynależność do Szarych Szeregów nie został przyjęty do lotnictwa, w związku z czym podjął studia na Wydziale Lekarskim Uniwersytetu Warszawskiego.
W październiku 1954 r., jeszcze przed ukończeniem studiów, został pracownikiem Wojewódzkiej Stacji Sanitarno-Epidemiologicznej w Aninie, która sprawowała nadzór sanitarny nad terenem województwa warszawskiego. W 1956 r. ukończył studia i w sierpniu otrzymał nakaz pracy w Wojewódzkiej Stacji Sanitarno-Epidemiologicznej w Szczecinie, a na początku kolejnego roku został portowym inspektorem sanitarnym w tym samym mieście.
Od czasu odwilży październikowej należał do Aeroklubu Szczecińskiego, do którego zaprosił go jeden z jego pacjentów – ówczesny prezes Aeroklubu. W 1961 r. odbył w Szczecinie szkolenie i zdał egzamin na licencję pilota turystycznego.
W 1962 r. przebywał na półrocznym kursie w Londyńskiej Szkole Higieny i Medycyny Tropikalnej. Rok później uzyskał specjalizację I stopnia z zakresu epidemiologii i higieny ogólnej, a w 1966 r. specjalizację II stopnia z medycyny morskiej i tropikalnej. Po powrocie do kraju pracował m.in. jako kierownik przychodni Gryf-Transocean i w założonej przez siebie Poradni Chorób Jelitowych i Pasożytniczych w Szczecinie.
W 1970 r. zdał egzamin na licencję pilota zawodowego. Wielokrotnie przebywał na delegacjach w Egipcie, Iranie i Sudanie, gdzie pracował jako lekarz, pilot i tłumacz, a ponadto pracował w latach 1978–1980 jako naczelny lekarz w międzynarodowym porcie lotniczym w Trypolisie. W 1971 r. był lekarzem ekipy filmowej W pustyni i w puszczy w Egipcie i pomysłodawcą technicznego sposobu wykonania sceny burzy piaskowej za pomocą samolotu PZL-101 Gawron.
Od 1961 do 1982 r. był członkiem Stronnictwa Demokratycznego, a w 1980 r. został przewodniczącym zakładowej komórki NSZZ „Solidarność”, w związku z czym był represjonowany – w 1986 r. zarekwirowano mu paszport i książeczkę żeglarską oraz pozbawiono stanowiska kierownika przychodni Gryf-Transocean. Po wyborach z 1989 r. podjął pracę w Zakładzie Higieny Pomorskiej Akademii Medycznej. W 1990 r. otrzymał stanowisko Głównego Inspektora Sanitarnego oraz wiceministra zdrowia i opieki społecznej rządzie Tadeusza Mazowieckiego, ale odszedł z funkcji w 1991 r. z powodu konfliktu z ministrem zdrowia. Wrócił do pracy na uczelni w Szczecinie i wystąpił z NSZZ „Solidarność”. Po wyborach w 1993 r. otrzymał ponownie stanowisko Głównego Inspektora Sanitarnego i wiceministra zdrowia, pełnił je do wyborów w 1997 r., gdy przeszedł na emeryturę.
Aktywny społecznie, był: prezesem Aeroklubu Szczecińskiego (od 1991 r.), prezesem Aeroklubu Polskiego (od 1993 do 2002 r.), prezesem wojewódzkiego oddziału Polskiego Towarzystwa Higienicznego i wiceprezesem tej organizacji, wiceprezydentem Międzynarodowej Federacji Lotniczej i członkiem jej komitetu statutowego (od 2002 r. członkiem honorowym).
Wraz z Czesławem Staniewiczem i Jerzym Wikło napisał w 2015 r. monografię Lotnictwo na Pomorzu Zachodnim.
Zmarł 27 lipca 2017 r. i został pochowany 7 sierpnia na cmentarzu w Józefowie.

## Odznaczenia
- Krzyż Kawalerski Orderu Odrodzenia Polski (2001 r.)[8][3]
- Srebrny  Krzyż Zasługi (1969 r.)[3]
- Medal „Za zasługi dla obronności kraju”[4]
- Odznaka Zasłużonego Działacza Lotnictwa Sportowego (1968 r.)[3]
- Srebrna Odznaka Szybowcowa (1959 r.)[4]